# سیندی کاکس
سیندی کاکس (انگلیسی: Sindee Coxx؛ زاده ۲۱ ژوئن ۱۹۷۰) بازیگر پورنوگرافی اهل ایالات متحده آمریکا است.